# Diocesi di Neve
La diocesi di Neve (in latino Dioecesis Nevensis) è una sede soppressa del patriarcato di Antiochia e una sede titolare della Chiesa cattolica.

## Storia
Neve, identificabile con Nawa (nell'Hawran) nell'odierna Siria, è un'antica sede episcopale della provincia romana d'Arabia nella diocesi civile d'Oriente. Faceva parte del patriarcato di Antiochia ed era suffraganea dell'arcidiocesi di Bosra, come attestato da una Notitia episcopatuum del VI secolo.
Sono due i vescovi noti di questa antica sede episcopale: Petronio, che si fece rappresentare al concilio di Efeso nel 431 dal vescovo di Esbo; e Giovio, che fu tra i padri del concilio di Calcedonia nel 451. Le Quien aggiunge un terzo vescovo, Isacco il Siro, che tuttavia non appartenne a questa sede, ma fu un vescovo giacobita di Ninive.
Dal XIX secolo Neve è annoverata tra le sedi vescovili titolari della Chiesa cattolica; la sede è vacante dal 9 settembre 1963. Nelle fonti (Acta Sanctae Sedis) la sede è conosciuta come Nebensis.

## Cronotassi

### Vescovi greci
- Petronio † (menzionato nel 431)
- Giovio † (menzionato nel 451)

### Vescovi titolari
- Friedrich Justus Knecht † (4 febbraio 1894 - 31 gennaio 1921 deceduto)
- Giovanni Rossi † (9 giugno 1922 - 21 aprile 1930 deceduto)
- Patrick Joseph Farrelly † (28 aprile 1931 - 8 maggio 1949 succeduto vescovo di Lismore)
- Hubert James Cartwright † (3 agosto 1956 - 6 marzo 1958 deceduto)
- William John Conway † (31 maggio 1958 - 9 settembre 1963 nominato arcivescovo di Armagh)